# 에어트랜 제트커넥트
에어트랜 제트커넥트(영어: AirTran JetConnect)는 2002년부터 2004년까지 존재했던 회사로 당시 에어트랜과 환승을 위해 8개의 지역 항공사가 운항하고 있는 명칭 상표로 이 항공사는 에어트랜 편명으로 에어트랜의 허브 공항과 지방 공항의 노선을 소형 항공기로 운항했다.

## 역사
계약은 공식적으로 2002년 9월 26일에 발표되었다. 같은 해 11월 15일에 서비스로 시작했다. 초기에 미국 동부에 걸쳐 18개 도시를 확대해 그린스보로, 펜사콜라, 사바나를 포함해 미국 전 지역을 확장했다.
2004년 3월 5일 에어트랜은 자사의 서비스를 종료될 것이라고 발표했다. 항공사는 경제 분석을 수행하고 단거리 시장의 캐나다 지역 국제선 취항보다 더 효율적으로 보잉 717-200을 주력 하는데 결정했다. 2004년 8월 마지막으로 지역 제트기 운항을 끝으로 사실상 소멸되고 말았다.
현재 모든 기종의 경우 유나이티드 익스프레스와 US 에어웨이즈에 반납 후 US 에어웨이즈 익스프레스의 도장으로 운항하고 있다.

## 같이 보기
- 에어 위스콘신
- 에어트랜